# 董䋊
董䋊（1452年—？），字嗣文，湖廣黃州府麻城縣人，軍籍，明朝政治人物。

## 生平
湖廣鄉試第七十九名舉人。弘治六年（1493年）中式癸丑科會試第二百三十三名，三甲第一百四十五名進士。歷官布政使司參議。

## 家族
曾祖董南壽；祖父董潮，檢校；父董應軫，僉事。前母徐氏；母王氏。永感下。兄董绪（通判）、董绍（主事）、董绂（知縣）。弟董糹辰，官行人。